# Floralis Genérica
La Floralis Genérica es una escultura metálica situada en la Plaza de las Naciones Unidas, Avenida Figueroa Alcorta, de la Ciudad Autónoma de Buenos Aires, obsequiada a dicha ciudad por el arquitecto argentino Eduardo Catalano.
Se encuentra situada en el centro de un parque de cuatro hectáreas de límites arbolados, rodeada de sendas que se acercan y alejan brindando diferentes perspectivas del monumento y situada por sobre un espejo de agua, que aparte de cumplir su función estética, la protege. Representa una gran flor realizada en acero inoxidable, con esqueleto de aluminio y hormigón armado, que mira en dirección al cielo, extendiendo hacia él sus seis pétalos. Pesa 18 toneladas y tiene 23 metros de alto. Años atrás estuvo previsto en ese sitio la construcción del Altar de la Patria.

## Historia
La estructura fue donada a la ciudad por el arquitecto argentino Eduardo Catalano (1917-2010) y fue inaugurada el 13 de abril de 2002 con materiales provistos por la empresa de aeronaves Lockheed Martin Aircraft Argentina. En ese día sus pétalos no se cerraron por inconvenientes técnicos que fueron solucionados dos meses después.
Desde mediados de 2010 hasta mediados de 2015 no funcionó por falta de mantenimiento de parte del Gobierno de la Ciudad de Buenos Aires. Además se habían perdido los planos de la escultura y la sala de máquinas había sido intrusada. Fue reinaugurada el 10 de junio del año 2015, contemplándose el agregado de luces LED y sensores automáticos. El encargado de la reparación fue el Ingeniero Salvador Sorbello (trabajando para la Universidad Tecnológica Nacional).
En las primeras horas del 17 de diciembre de 2023, partes de la escultura (incluido un pétalo principal) cayeron debido a un fuerte sistema climático.

## Descripción
Una de las características de la flor es un sistema hidromecánico, comandado por un sistema eléctrico que abre y cierra automáticamente sus seis pétalos  de acero inoxidable y aluminio (de 20 m de alto y de ancho) dependiendo de la hora del día. Durante la noche, la flor se cierra emanando de su interior un resplandor rojo para renacer abierta en la mañana del día siguiente. Este mismo mecanismo es el que cierra la flor al presentarse vientos fuertes, emulando el proceso de fotonastia de la naturaleza. 
Se abre todas las mañanas a las 8 y se cierra al ocaso, en un horario que cambia según la estación del año. 
Hay cuatro noches especiales en los que los pétalos quedan abiertos: 25 de mayo, 21 de septiembre, y 24 y 31 de diciembre. En las noches de luna llena también abre totalmente sus pétalos.
Según su autor el arquitecto Eduardo Catalano, Floralis significa que pertenece a la flora y por ende a las flores, y Genérica deriva del concepto “género” e indica que representa a todas las flores del mundo.
El espejo de agua del que sobresale tiene 44 m de diámetro y 0,15 de profundidad, y su agua desborda sobre un foso que lo rodea, que por canalización la envía a una sala de bombeo.

### Dimensiones
Medidas:
- 23 m de altura
- Diámetro
  - con pétalos cerrados: 16 m
  - con pétalos abiertos: 32 m
- Espejo de agua: 44 m de diámetro

Peso: 18 toneladas.

### Placas
- Sobre el murete: 
  - Floralis Genérica / Homenaje / a la ciudad / de / Buenos Aires / Eduardo Catalano / arquitecto / abril 13 2002 / Iezzi Hnos. obra civil / Lockheed Martin Aircraft Arg. S A.
  - OCA / Floralis Genérica / A la noche recogerá con lentitud sus pétalos / para dormir bajo un cielo con luna o sin estrellas... / Eduardo Catalano / 13 - 04 - 2002 / Reinaugurada el 10 de junio de 2015 / Ing. Mauricio Macri jefe de gobierno de la ciudad de Buenos Aires / Horacio Rodríguez Larreta Jefe de Gabinete del Gobierno de la ciudad de Buenos Aires / Con el aporte de organización coordinadora argentina / Buenos Aires Ciudad BA en todo estás con vos.